# Fritz Racher
Fritz Racher (* 20. August 1925 in Ried im Innkreis; † 30. Mai 2012 in Ried im Innkreis) war ein österreichischer Staatswissenschafter und Volkswirt.
Er führte als Kaufmann das elterliche Eisenwaren- und Sportartikel-Fachhandelsunternehmen in Ried im Innkreis und fungierte jahrzehntelang als Präsident der Rieder Messe und als Vorsitzender des Aufsichtsrates der Volksbank Ried im Innkreis. Auf Landes- und Bezirksebene war er in verschiedenen Funktionen der Wirtschaftskammer Oberösterreich tätig.

## Leben und Wirken
Fritz Racher, verheiratet mit Edith Maurus, übernahm den elterlichen Betrieb in Ried und entwickelte ihn zu einem überregional tätigen Fachgeschäft.
Der an der Universität Innsbruck promovierte Staatswissenschafter und Diplomvolkswirt Kommerzialrat Fritz Racher begann seine Tätigkeit bei der Rieder Messe 1955 in einem Ausschuss und wirkte von 1967 bis 1997 als deren Präsident.
1954 wurde er in den Aufsichtsrat der Volksbank gewählt, welchem er 50 Jahre lang angehörte. Die Generalversammlung wählte ihn 1961 zum Aufsichtsratsvorsitzenden, nachdem er bereits ab 1959 als Stellvertreter des Vorsitzenden tätig war. Nach 39 Jahren legte er diese Aufgabe im Jahr 2000 nieder, verblieb aber weiterhin im Gremium. 2004 wurde er für seine 50 Jahre andauernde Tätigkeit im gewerblichen Genossenschaftswesen mit der Schulze-Delitzsch-Medaille in Gold am Bande ausgezeichnet.
In seiner rund 30-jährigen Tätigkeit bei der Wirtschaftskammer war er 1955 beginnend Mitglied des Landesgremialausschusses des Eisenhandels und übte dort ab 1967 die Funktion des Vorsteherstellvertreters aus. Er nahm im Jahr nach 1970 im Bezirksausschuss der Handelskammer nicht nur die Interessen des Eisenhandels, sondern des gesamten Rieder Handels wahr. Er beendete sein Engagement Mitte der 1980er-Jahre und wurde von Handelskammerpräsident Rudolf Trauner senior mit dem Berufstitel Kommerzialrat ausgezeichnet.

## Auszeichnungen
- Großes Ehrenzeichen für Verdienste um die Republik Österreich
- Goldenes Verdienstzeichen des Landes Oberösterreich
- Ehrenringträger der Stadt Ried
- Ehrenpräsident der Rieder Messe
- Berufstitel Kommerzialrat
- Schulze-Delitzsch-Medaille in Gold am Bande